# ماري س. سبنسر
ماري س. سبنسر (بالإنجليزية: Mary C. Spencer)‏ هي أمينة مكتبة أمريكية، ولدت في 1842 في بونتياك في الولايات المتحدة، وتوفيت في 22 أغسطس 1923.